# Делиль, Ги
Ги Делиль (фр. Guy Delisle; род. 19 января 1966) — канадский художник-карикатурист и мультипликатор, наиболее известный благодаря графическим романам о своих путешествиях: «Шэньчжэнь» (2000), «Пхеньян» (2003), «Хроники Бирмы» (2007) и «Иерусалим» (2011).

## Биография
Делиль изучал анимацию в колледже Шеридан в Оквилле, недалеко от Торонто. Затем работал в анимационной студии CinéGroupe в Монреале. Позже он работал в разных студиях в Канаде, Германии, Франции, Китае и Северной Корее. Его опыт в качестве руководителя анимационной работы в студиях в Азии был описан в двух графических романах, «Шэньчжэнь» (2000) и «Пхеньян: путешествие в Северную Корею» (2003).
Ги Делиль проживает в Монпелье во Франции.